# Jan Smudek
Jan Smudek (8. září 1915 Bělá nad Radbuzou – 17. listopadu 1999 Díly u Domažlic) byl český hrdina domácího protifašistického nekomunistického odboje za protektorátu, příslušník Svazu letců svobodného Československa a Royal Air Force, skaut a sokol. Během druhé světové války byl marně a usilovně hledán gestapem. V letech 1946 až 1948 se účastnil odporu proti nastupujícímu komunistickému režimu.
V roce 1943 o něm byl natočen gruzínský film Nepolapitelný Jan. Český odbojář prchající z okupované Evropy vystupuje také v americkém filmu Casablanca z roku 1942.

## Životopis

### Mládí a studia
Jan Smudek se narodil 8. září 1915 v převážně německojazyčné Bělé nad Radbuzou jako jediný syn Kateřiny Smudkové (rozené Váchalové) v rodině zaměstnance ČSD. Avšak velmi záhy se jeho rodina přestěhovala do českých Domažlic, kde vychodil obecnou školu. Vzhledem k dobrým známkám a nadání začal studovat gymnázium. Na střední škole se však jeho prospěch velmi zhoršil a v sekundě propadl z několika předmětů. Tamní gymnázium nedokončil a v roce 1928 přestoupil do druhého ročníku měšťanky. Tu v roce 1931 úspěšně dokončil a 7. července 1931 nastoupil do učení ve strojnické dílně u firmy Antonín Holý, instalatérský a elektrotechnický závod. Tady však vydržel pouze do konce března 1932 (odešel odtud kvůli rozporům s mistrem). V učení pokračoval ve stejném oboru u Václava Ševčíka, Horní předměstí 11 v Domažlicích. Tam se také 1. dubna 1934 vyučil strojním zámečníkem. V té době navštěvoval i živnostenskou pokračovací školu, kde znovu patřil k premiantům. Po vyučení zůstal nějakou dobu u firmy Holý, pak pracoval v městské elektrárně v Domažlicích, v letech 1935 – 1936 působil v muniční továrně v Zieglerově dole u Nýřan, která byla součástí Škodových závodů. Roku 1936 odešel znovu na studia. V následujících dvou letech absolvoval dvouletou mistrovskou průmyslovou školu v Plzni. Několik týdnů před skončením mistrovské školy byla vyhlášena tzv. květnová mobilizace. Jan Smudek, ačkoliv měl studijní odklad, nastoupil 23. května 1938 dobrovolně vojenskou službu u náhradní roty pěšího pluku 1 „Mistra Jana Husi“. Do civilu byl však propuštěn již po několika dnech (27. května 1938). Od podzimu téhož roku (1938) studoval třetí ročník vyšší průmyslové školy v Kladně, kam složil úspěšně přijímací zkoušky. Maturovat měl v roce 1940.

### Kladenský případ
Za protektorátu byl členem Sokola a junáckého oddílu. Zapojil se aktivně do odboje na Domažlicku. Měl spojení na formující se Obranu národa i na odbojovou skupinu v pražské YMCA. Domažličtí junáci si vytkli za cíl opatřování zbraní. Janu Smudkovi se brzy podařilo ukrást pistoli jednomu německému poddůstojníkovi na pražské taneční zábavě. Se známým Františkem Petrem z Kladna se pokusil o reprízu 7. června 1939. Cestou z kladenského kina se ozbrojeni vydali do jednoho z místních podniků – restaurace u Šamsů, kde se scházeli kolaboranti a Němci. V lokálu si vytipovali vrchního (hlavního) policejního strážmistra německé pořádkové policie Wilhelma Kniesta z 15. roty V. praporu 1. policejního pluku, který byl již v podnapilém stavu a rozhodli se, že ho cestou na ubikace překvapí. Poblíž reálné školy, na rohu Váňovy a Hruškovy ulice 8. června 1939 kolem 1. hodiny ranní jej předešli a otočili se. Jan Smudek vyzval strážníka, aby zdvihl ruce. Strážmistr ale výzvy nedbal a sáhl po své pistoli. Než ji stačil vyprostit z pouzdra Jan Smudek se k němu rozběhl a František Petr mezi tím ze strachu vystřelil. Kulka však Němce minula, respektive ho škrábla na ruce. To už Smudek k Němci přiskočil a udeřil ho pěstí do obličeje. Strážmistr padl k zemi a nehýbal se. František Petr podal pistoli Smudkovi, poklekl k Němci a začal mu rozepínat pouzdro s pistolí. Smudek zatím mířil stále pistolí na Kniestovu hlavu. Náhle vyšla z jeho vlastní pistole další rána, která zasáhla německého strážmistra do levého horního rtu a způsobila mu okamžitou smrt. Jan Smudek i František Petr zpanikařili a z místa činu utekli, aniž by Kniestovi jeho služební zbraň skutečně odebrali. Smrt německého strážmistra však vyvolala nejen samotné vyšetřování tzv. Kladenského případu ale i vypsání odměny na dopadení pachatele, která celkově činila 150 000 korun.

### Soumrak domažlických odbojářů
Druhý den oba aktéři opustili Kladno a vydali se prožít prázdniny v Praze. Zde se rozdělili a schovávali se u známých. Tady se Jan Smudek svým kamarádům doznal, že záhadným vrahem je on. Policejní složky však prozatím po pachatelích pátraly bez úspěchu. V průběhu března 1940 došlo ze strany německých bezpečnostních složek k postupnému a značně rozsáhlému zatýkání příslušníků největší odbojové organizace Obrana národa (ON). Spolu s dalšími představiteli domažlického odboje přišla řada i na domažlické skauty, kteří byli na ON napojeni. (Koncem března 1940 byl zatčen i Smudkův kamarád František Petr. ) Během tvrdých výslechů mnoho lidí nevydrželo útrapy mučení a začalo vypovídat. V této souvislosti měl být zatčen i Jan Smudek, ale ten se dosud zdržoval v Brně a do Domažlic přijel až 20. března 1940. S vedoucím skautské odbojové skupiny Karlem Mathesem  se ihned rozhodl pro útěk do zahraničí.

### Střelba na půdě
Ve středu 20. března 1940 odpoledne stavěli domažličtí skauti u Smudků na dvoře
dvě kanoe. Kolem 14.00 přijel automobil s příslušníky klatovského Gestapa (Richard Lindner, Franz Wotawa, Jakub Neubauer) a čeští četníci. Jejich cílem bylo zatknout jakéhosi Smudka a zajímal je kufr, který dotyčný včera přivezl domů. Údajně by měl obsahovat letáky. Vedoucí skupiny (příslušník klatovské služebny Gestapa) SS Jakob Neubauer chtěl vědět, kde Jan Smudek ukrývá kufr, se kterým přijel do Domažlic. Ten mu odpověděl, že je na půdě. Němec Smudka vyzval k cestě na půdu pro kufr a šel tam s ním sám. Když se však oba dostali na půdu, vytáhl Smudek nepozorovaně v šeru půdy jednu ze svých za trámem ukrytých zbraní, namířil s ní na Neubauera a vystřelil. Střela zasáhla překvapeného Němce do břicha, zřítil se pozpátku po dřevěných schodech a těžce raněn dopadl do předsíňky. Jan Smudek prchl na opačnou stranu půdy, otevřel vikýř, vyskočil na zahrádku a v nastalém zmatku uprchl přes okolní zahrady z jejich dosahu. Všichni zbylí v domě byli okamžitě zatčeni a brutálně zbiti. Během následujících dnů bylo v Domažlicích zatčeno dalších 150 osob, všichni skončili v koncentračním táboře Flossenbürg.

### Čekání na vedoucího
Smudkovi se podařilo ukrýt se nejprve u příbuzných a pak se dostat do vesničky Pila u Trhanova (asi 6 km od Domažlic), kde se na pár dní ukryl u Václava Bergmana. Od přátel se postupně dozvídal, že jeho fotografie s přesným popisem je snad všude a na jeho hlavu je vypsaná obrovská odměna. Skrývat se déle bylo neudržitelné. Až do 23. března 1940 se tu schovával a zároveň očekával příchod vedoucího domažlického skautského oddílu Karla Mathese aby společně uprchli do zahraničí. Když se však Karel Mathes na smluvené místo nedostavil, rozhodl se Smudek k útěku směrem na Plzeň. Změnil si podobu a oblečení. Působil dojmem zemědělce, který jde na jarní prohlídku polí. Šel pěšky pouze polními cestami a vše vycházelo až do vesnice Březí.

### V přestrojení za zemědělce
U obce Březí asi 10 km od Domažlic (dne 23. března 1940 po půlnoci) zastavila Jana Smudka dvoučlenná hlídka ordnerů německé finanční stráže (Zollgrenzschutz). Vzhledem k vyhlášené zvýšené pohotovosti se rozhodli tohoto ustrašeného zemědělce prověřit na místní stanici. Po několika krocích, veden mezi oběma finančními strážníky směrem k místní stanici, vytáhl Smudek pistoli a strážníka po pravici i levici zastřelil. Střílel tak rychle, že žádný z mužů nestačil použít svoji zbraň. Do každého vystřelil vícekrát. Mrtvá těla schoval v křoví a zamaskoval větvemi. Střídavou chůzí a během zamířil polními cestami co nejrychleji k Čerchovu. Smudek musel často měnit směr, přes Klenčí kličkoval na Trhanov. Některým nočním hlídkám se dokázal vyhnout, ale v jednom případě musel opět použít zbraň. Poblíž Čerchova zaujal další dvoučlennou hlídku, tentokráte českých četníků. Ti ho vyzvali, aby zůstal stát. Když k němu přicházeli, podařilo se mu jednoho z nich špatně mířeným výstřelem postřelit a zmizet v lese.

### Nepolapitelný Jan

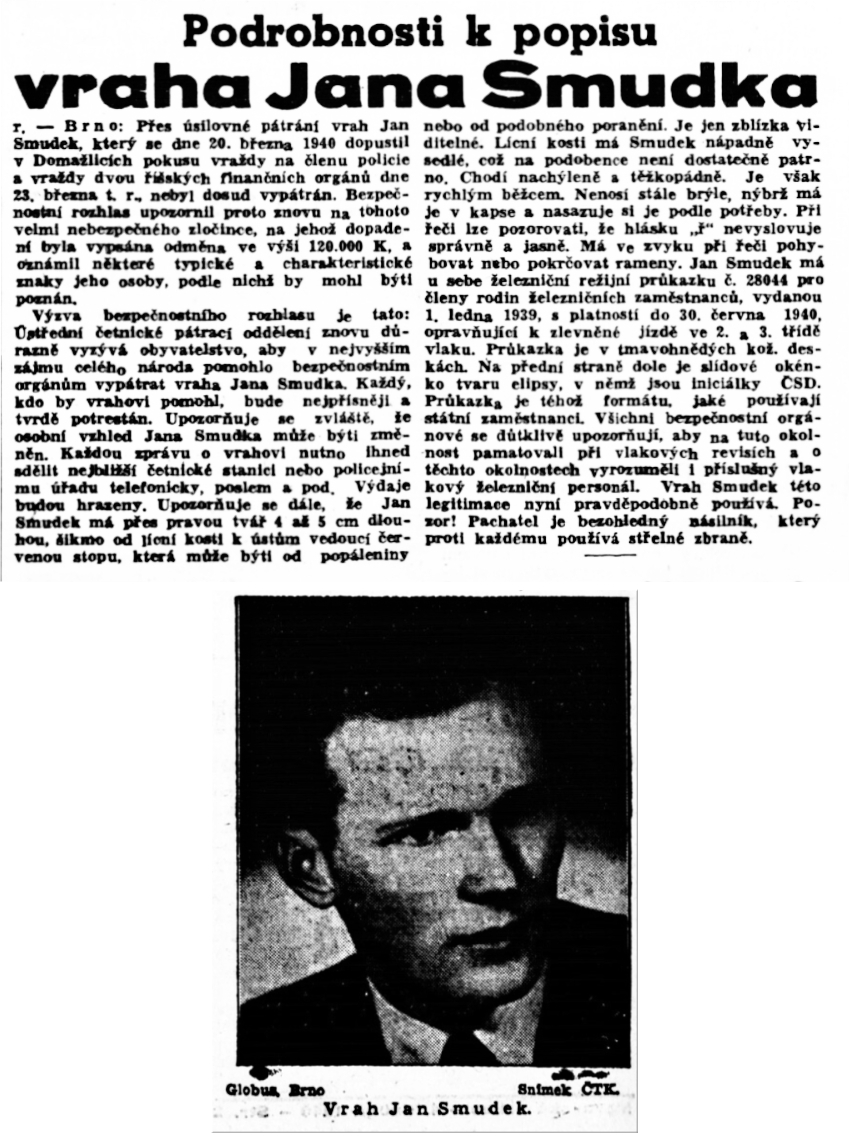
J. Smudek, protektorátní tisk

V době Smudkova útěku se zjistilo, že je také pachatelem onoho Kladenského případu, jenž byl mezitím takřka odložen ad acta. V souvislosti se Smudkovým útěkem byla zavedena celá řada policejních opatření po celém území protektorátu včetně jižních Čech, kde bylo pátráno po několika falešných stopách.

### Útěk přes Prahu do Francie
Odpočinek nalezl Smudek v lesní chýši. Zásobu potravin získal od skautského rádce Karla Kuneše a jeho vlčat. Další významné pomoci se mu dostalo od spolužáka Karla Kuby a bývalého legionáře Josefa Sedláčka.
Útěk Jana Smudka se zdařil jen díky obrovské dávce štěstí a pomoci místního českého obyvatelstva. S cestou do hlavního města pomohl nejvíce Smudkovi bývalý legionář a člen Obrany národa Josef Sedláček Smudek nakonec dostal krabičku nábojů, barvivo na vlasy, brýle a vlakovou jízdenku. Ze Švihova do Plzně splynul s davem dělníků. Cestou až do Prahy jej před kontrolou nečekaně ochránila náhodná přítomnost říšskoněmeckých důstojníků cestujících ve společném kupé.
Útěk Jana Smudka nakonec skončil úspěšným příjezdem do Prahy dne 27. března 1940.
V Praze se Smudkovi prostřednictvím Dr. Jaroslava Valenty podařilo navázat kontakt s odbojem. Chtěl pokračovat v činnosti proti okupantům, ale vedení odboje ho přesvědčilo, že musí z protektorátu pryč. Byl nejhledanější osobou, skrývat ho by bylo prakticky nemožné  a zpráva o jeho případném zadržení by ukončila legendu, která dávala sílu mnoha dalším odbojářům.

#### Do Francie
Dostal dobré doklady a opět změnil vzhled. Jako nový člověk, nyní elegantně oblečený úředník, pracující pro německou firmu, odcestoval Jan Smudek 29. března 1940 v 08.05 vlakem  do Brna. Na pražském hlavním nádraží na něj čekal člen odbojové skupiny Tří králů štábní kapitán Václav Morávek. Podle svědectví Zdeny Mašínové z roku 1945 ho vlakem až na hranice doprovázel Josef Mašín. Z Brna pokračoval Smudek do Veselí nad Moravou, kde zůstal do 4. dubna 1940. Cesta za protektorátní hranice pokračovala přes Slovensko a pěšky přes hranici s Maďarskem až do spřáteleného Bělehradu, kam se dostal 11. dubna 1940 a odtud s dalšími odbojáři zamířil do Řecka, Turecka, Sýrie, Libanonu a dále lodí do jižní Francie.

### Ve Francii
Dne 15. května 1940 byl Jan Smudek (vystupoval pod jménem svého domažlického kamaráda Karla Doubka) prezentován v československé zahraniční armádě ve Francii. Po prodělání vojenského výcviku v městě Agde byl zařazen k československé zahraniční jednotce ve Francii. Sloužil u 5. roty 2. praporu 1. pěšího pluku a s touto jednotkou se zúčastnil ústupových bojů.
Byl raněn a dostal se do zajateckého tábora, odkud se mu podařilo uniknout. Po francouzské kapitulaci se při návratu do Agde opozdil a nestihl evakuační transport do Velké Británie. Z Francie, resp. z území pod kontrolou Vichy, se s pomocí dosud fungujícího československého konzulátu v Marseille podařilo dostat jen jediné skupině československých vojáků. Mezi nimi byl i Jan Smudek. Počátkem srpna 1940 podstoupil útěkovou cestu z Francie do Alžírska a Maroka, odtud pod falešným jménem (Charles Legrand) přes Casablanku na francouzský ostrov Martinik (Martinique) ve francouzských Antilách. Z něj pak vedla cesta na sousední ostrov Svaté Lucie (Santa Lucia), který byl britskou kolonií. Odtud se tajně dostal na Bermudy, pak do Kanady a konečně i do Velké Británie.. Cestou v Severním moři se Jan Smudek stal svědkem urputného boje s nepřátelskými ponorkami. Tři Čechoslováci z jeho skupiny tam zahynuli. Jan Smudek a dalších 30 ztracených se po osm měsíců trvající cestě z Francie vylodili konečně dne 4. března 1941 v Liverpoolu.

### V Anglii

#### U pěchoty
V Anglii byl zařazen k pěchotě (2. rota 1. pěšího praporu 1. čs. smíšené (později samostatné) brigády). U pěších jednotek prodělal motocyklistický kurz. .

#### U RAF
Dne 13. prosince 1941 došlo k jeho zařazení k letectvu. K Royal Air Force (RAF) nastoupil pod jménem Karel Doubek, s nímž pak celou válku sloužil (č. 778215).
Po absolutoriu kursu pro letecké radiové operátory byl přidělen na základnu Fairwood Common k československé letce „B“ 68. noční stíhací perutě Royal Air Force (RAF). Po devět měsíců (od dubna 1944 do prosince 1944) pak létal (kromě operačních letů nad Němci okupovaná území, kde v případě sestřelu hrozilo odhalení jeho skutečné identity) jako navigátor (na stíhačkách Mosquito) společně se známým zkušebním pilotem F/O Jaroslavem Taudym na průzkumných letech (celkově spolu nalétali 140 operačních hodin). Nakonec byl ustanoven styčným důstojníkem na Inspektorátu československého letectva.
| Od                | Do              | Popis |
| ----------------- | --------------- | --- |
| 13. prosince 1941 |                 | Zařazen k RAF |
|                   | 13. února 1942  | Základní výcvik ve Wilmslow, pak zařazen k Čs. depotu v Cosfordu |
| 1. října 1942     | 19. května 1943 | Zařazen u Čs. překladatelského centra, pak přemístěn do kurzu leteckých navigátorů (7-th Air Observer School)                                                        |
| prosinec 1943     |                 | Měl pokračovat ve výcviku u 62. operační výcvikové perutě (Operational Training Unit = OTU), avšak místo toho znovu nastoupil k Čs. depotu.                          |
| únor 1944         |                 | Přemístěn k 62. OTU |
| březen 1944       |                 | Odvelen k 51. OTU do Carnfieldu |
|                   | červenec 1944   | Konec výcviku, přemístěn k československé B letce 68. noční stíhací peruti jako navigátor.                                                                           |
| duben 1944        | prosinec 1944   | Operační létání (9 měsíců) |
| leden 1945        | květen 1945     | Přemístěn k Inspektorátu československého letectva se zařazením u H. Q. F. C for duty with the Czechoslovak Liaison Officer v Uxbridge, kde jej zastihl konec války. |

Služební postup Jana Smudka v RAF (podrobná chronologie) ...
Postup v britských hodnostech:
- AC 2 (Aircraftsman 2nd Class, vojín 2. třídy – nejnižší vojenská hodnost), od 13. prosince 1941,
- AC 1 (Aircraftsman 1st Class, vojín 1. třídy), od 13. června 1942,
- LAC (Leading Aircraftsman, odpovídající hodnosti svobodníka), od 1. října 1942,
- Cpl. (Corporal, desátník), od 1. ledna 1943 a
- Sgt. (Sergeant, četař), od 18. listopadu 1943.

Postup v československých hodnostech:
- Svobodník, od 1. srpna 1942,
- Desátník, od 28. října 1942,
- Aspirant od 1. ledna 1943 a
- Četař – aspirant, od 1. srpna 1944.

#### Margaret Bushová
Krátce po skončení války, dne 18. května 1945, uzavřel sňatek s Angličankou Margaret Bushovou, třiadvacetiletou příslušnicí Women's Auxiliary Air Force (WAAF) z Manchesteru. V Anglii se také narodila jeho první dcera Ivona.

### Po válce ve vlasti (1945–1948)
Do osvobozené vlasti se Jan Smudek vrátil 21. srpna 1945. Ještě v roce 1945 byl považován za živoucí legendu. Na pokračování byl otiskován seriál „Nepolapitelný Jan“ a plánoval se scénář pro natočení filmu.

#### Vyznamenání a povýšení
Za svou bojovou činnost byl několikrát vyznamenán. Dne 7. března 1944 obdržel Československou vojenskou pamětní medaili se štítkem F-VB. Počátkem září 1945 obdržel Československý válečný kříž, dále pak Československou medaili Za chrabrost a také Československou vojenskou medaili Za zásluhy II. stupně).
Kromě řady leteckých kurzů absolvoval i Školu pro důstojníky letectva v záloze (1943, v únoru – březnu 1945 úspěšně složil důstojnickou zkoušku). Důstojníkem však (na základě výnosu velitelství československého letectva, ve kterém se jeho povýšení výslovně zakazovalo) jmenován nikdy nebyl.. A to ani v roce 1945 po návratu do vlasti, kdy jmenování do první důstojnické hodnosti bylo u aspirantů zahraničních armád obvyklé.

#### Národním správcem
K 8. listopadu 1945 byl demobilizován. Jako bývalému zahraničnímu vojákovi mu po demobilizaci byla svěřena do národní správy menší strojírenská firma Ing. Gregor v Rossbachu u Aše (dnes Hranice v Čechách) č. p. 482, kde také se svojí anglickou manželkou Margaret bydlel. Firma však měla být z důvodu nerentability v dohledné době likvidována. Funkci národního správce vykonával v letech 1945 až 1948.

#### Politická kariéra
Po válce také vstoupil do Československé strany lidové (ČSL) a na jaře 1946 za ni kandidoval do Ústavodárného
národního shromáždění v parlamentních volbách na Karlovarsku.

#### Léčka
Smudek měl potíže s nastupujícím komunistickým režimem. Byl západní letec, měl anglickou manželku, odmítl spolupracovat s komunistickou stranou. Skutečné pronásledování začalo až v roce 1947, kdy na něj provokatéři StB nasadili konfidentku, aby ji převedl přes Čerchov do Německa, kde na něj uchystali léčku. Naštěstí těsně před hranicí byl varován. Přesto byl v únoru 1947 na Čerchově zatčen, obviněn, že chtěl uprchnout do americké zóny v Německu a odsouzen ke 14 dnům vězení. Trest si odpykal v domažlické věznici.

#### Opět v exilu
Jan Smudek věděl, co jej čeká v případě, že komunisté zvítězí, a zmínil to i na svém (zřejmě posledním) veřejném vystoupení 21. února 1948 na schůzi pořádané místní organizací ČSL v Dobřichovicích u Prahy. V té době bydlel v Praze 7 – Holešovicích v Eliášově ulici č. 1.
V červnu 1948 Smudek emigroval. Oblastní úřadovna StB v Praze konstatovala 22. listopadu 1948, že jeho pražský byt je již delší dobu prázdný a Smudek se nachází v zahraničí.. Jan Smudek tak zůstal věren své přezdívce „Nepolapitelný Jan“. Emigroval s celou svou rodinou (ve vlasti se mu mezitím narodila další dcera Nikol) do Francie. V exilu se věnoval podnikání a navázal styky s exilovými lidovci (především s Ivo Ducháčkem).

### Po roce 1968
Po roce 1968 v rámci uvolnění politických poměrů získal povolení navštívit svou matku Kateřinu, ale ta v roce 1969 zemřela. S nástupem normalizace se Jan Smudek stal ve své vlasti opět osobou „nežádoucí“.

### Po listopadu 1989
Od začátku 90. let dvacátého století pobýval pravidelně na Chodsku a v roce 1993 se pak definitivně vrátil i se svou ženou Margaretou do vlasti. Na Chodsku, na úbočí Haltravy, si nechal postavit dům. V roce 1999 se jeho životní pouť v osadě Díly   uzavřela.

## Pamětní deska
Na rohové budově na náměstí Svobody 1976 v Kladně (GPS souřadnice:50°08′38″ s. š., 14°05′38″ v. d.) je umístěna pamětní deska zmiňujcí státní průmyslovou školu. Na desce jsou uvedeni žáci této školy Jan Smudek a František Petr. 
STÁTNÍ PRŮMYSLOVÁ ŠKOLA 
POSTAVENA V LETECH 1914–1916 
PODLE NÁVRHU JAROSLAVA RÖSSLERA 
ŽÁKY TÉTO ŠKOLY BYLI JAN SMUDEK 
A FRANTIŠEK PETR, KTEŘÍ V ČERVNU 1939 
ZASTŘELILI NĚMECKÉHO POLICISTU 
WILHELMA KNIESTA, COŽ VEDLO 
K VYHLÁŠENÍ STANNÉHO PRÁVA V KLADNĚ, 
JEHOŽ OBĚTÍ SE STAL MIMO JINÉ 
I STAROSTA FRANTIŠEK PAVEL. 
 
VÝZNAMNÁ PAMÁTKA 
MĚSTA 
text na pamětní desce